# Абросимов, Александр Владимирович
Александр Владимирович Абросимов (род. 25 августа 1983 года, Новокуйбышевск) — российский волейболист, центральный блокирующий. Мастер спорта.

## Биография
Александр Абросимов является воспитанником СДЮСШОР города Новокуйбышевска. С волейболом познакомился благодаря Валентину Михайловичу Золотухину, когда учился в третьем классе школы. Спортивную карьеру начал в 1999 году в новокуйбышевском «Октане» (ныне — «Нова»).
В 2001 году в составе юниорской сборной России под руководством Андрея Смирнова стал победителем чемпионата Европы U19 в Чехии и бронзовым призёром мирового первенства среди юношей в Каире, на обоих турнирах признавался лучшим блокирующим. В 2002—2003 годах выступал за молодёжную сборную, а в 2004-м — за вторую сборную России, возглавляемую Юрием Сапегой, в матчах Евролиги.
В 2005 году в составе «Новы» впервые играл в плей-офф чемпионата России, а по завершении самого успешного сезона в истории новокуйбышевской команды (7-е место) получил приглашение от чемпиона страны — «Локомотива-Белогорья». В первом же сезоне в составе именитого клуба Александр занял место в стартовой шестёрке, надёжно заменив травмированного Аркадия Козлова. В декабре 2005 года Абросимов стал обладателем Кубка России и приза лучшему игроку финала этого турнира, а весной 2006-го завоевал серебро национального чемпионата, бронзу Лиги чемпионов и получил вызов в национальную сборную от её главного тренера Зорана Гаича.
В дебютном матче за сборную России, состоявшемся 28 июля 2006 года в Генуе против итальянцев в рамках Мировой лиги, Александр появился на площадке в конце первой партии и сразу же отметился двумя эйсами. В дальнейшем он принял участие ещё в 11 матчах Мировой лиги, включая поединки московского «Финала шести», по итогам которого сборная России заняла 3-е место. В заявку на чемпионат мира того же года Александр включён не был. На Мировой лиге-2007 провёл только два матча, поскольку, по словам наставника национальной команды Владимира Алекно, прибыл в неё «совершенно неподготовленным».
За «Белогорье» Александр Абросимов выступал до 2008 года, после чего перешёл в «Зенит». Уже в дебютном сезоне за Казань он уверенно вписался в игровую схему команды, также возглавляемой Владимиром Алекно, заменил в стартовом составе ушедшего в «Искру» Андрея Егорчева, и завоевал первое в карьере золото чемпионата России. В двух следующих сезонах Александр вновь становился чемпионом страны, а в марте 2011 года был признан лучшим блокирующим финального турнира Лиги чемпионов в Больцано, где его команда выиграла серебряную медаль.
В клубном сезоне-2011/12 Александр Абросимов выступал за «Факел», затем вернулся в «Зенит». В апреле 2014 года завоевал четвёртое в карьере золото чемпионата России после победы в финальном матче над новосибирским «Локомотивом», который стал следующей командой в карьере волейболиста.
В августе 2011 года Александр Абросимов выиграл золото Универсиады в Шэньчжэне в составе студенческой сборной России под руководством Юрия Панченко. В следующем международном сезоне вернулся в национальную сборную, был кандидатом в заявку команды на Олимпийские игры в Лондоне. В 2015 году снова участвовал в турнире Мировой лиги, но досрочно покинул расположение сборной из-за травмы спины.
В феврале 2016 года Александр Абросимов расторг контракт с «Локомотивом» в связи с финансовыми трудностями новосибирского клуба. В дальнейшем на протяжении четырёх сезонов выступал за уфимский «Урал». В мае 2020 года перешёл в сосновоборское «Динамо-ЛО».

## Достижения

### Со сборными России
- Чемпион Европы среди юношей (2001).
- Бронзовый призёр чемпионата мира среди юношей (2001).
- Бронзовый призёр Мировой лиги (2006).
- Чемпион Универсиады (2011).

### В клубной карьере
- Чемпион России (2008/09, 2009/10, 2010/11, 2013/14), серебряный (2005/06) и бронзовый (2012/13) призёр чемпионата России.
- Обладатель Кубка России (2005, 2009), финалист (2012, 2014) и бронзовый призёр (2008, 2010, 2013) Кубка России.
- Обладатель Суперкубка России (2010, 2012).
- Серебряный (2010/11) и бронзовый (2005/06, 2012/13) призёр Лиги чемпионов.
- Бронзовый призёр клубного чемпионата мира (2009).

### Индивидуальные призы
- Лучший блокирующий чемпионатов Европы и мира среди юношей (2001).
- Лучший игрок финала Кубка России (2005).
- Лучший блокирующий «Финала четырёх» Лиги чемпионов (2011).
- Участник Матча звёзд России (декабрь 2014).

## Личная жизнь
Александр Абросимов окончил Самарскую государственную экономическую академию и Поволжскую государственную академию физической культуры, спорта и туризма.
Женат, воспитывает дочь Марию.